# Instytut Fizyki Teoretycznej Uniwersytetu Wrocławskiego
Instytut Fizyki Teoretycznej Uniwersytetu Wrocławskiego – jednostka dydaktyczno-naukowa należąca do struktur Wydziału Fizyki i Astronomii UWr.

## Kierunki kształcenia
Instytut kształci studentów na kierunku fizyka. Nie jest jednak instytutem kierunkowym, przez co nie można przyporządkować mu prowadzonych specjalności. Ich pełna lista znajduje się w artykule Wydział Fizyki i Astronomii UWr.

Istnieje możliwość podjęcia studiów III stopnia w Doktoranckim Studium Fizyki. Zajęcia prowadzone są m.in. przez Instytut Fizyki Teoretycznej.

## Struktura organizacyjna
- Katedra Studiów Interdyscyplinarnych UNESCO
- Zakład Fizyki Neutrin
- Zakład Informatyki Stosowanej i Fizyki Statystycznej
- Zakład Metod Matematycznych Fizyki
- Zakład Teorii Cząstek Elementarnych
- Zakład Teorii Oddziaływań Fundamentalnych i Grawitacji Kwantowej

W skład instytutu wchodzi również instytutowa biblioteka.

## Władze
- Dyrektor: dr hab. Andrzej Frydryszak, prof. UWr
  - poprzednik: prof. dr hab. Robert Olkiewicz
- Zastępca Dyrektora ds. Dydaktycznych: dr hab. Grzegorz Kondrat
- Zastępca Dyrektora ds. Naukowych: prof. dr hab. David Blaschke
- Zastępca Dyrektora ds. Infrastruktury: dr hab. inż. Artur Barasiński